# Neoacasta scuticosta
Neoacasta scuticosta is een zeepokkensoort uit de familie van de Archaeobalanidae.